# Monique Haicault
 (janvier 2025).
Monique Haicault, née le 17 juillet 1931, est une sociologue française. Elle a forgé le concept de charge mentale dans les années 1984. 
Depuis 1984, Monique Haicault montre par des enquêtes que la part du travail domestique la moins visible concerne le travail global d'organisation et de gestion, qui se trouve à l'articulation de la sphère de production des biens et de celle de l'entretien et du soin des personnes. La complexité des compétences cognitives qu'il exige est vécue comme une charge mentale par les femmes qui l'exercent en majorité. Au fil du temps les modifications des contenus de la charge mentale de gestion soulignent ses liens systémiques aux transformations du système de production et parallèlement aux formes familiales.

## Biographie
En 1969, Monique Haicault soutient une thèse de doctorat de sociologie à l'université Paris-Sorbonne, intitulée La Représentation de la profession et ses modifications chez des jeunes futurs techniciens en formation dans deux milieux scolaires différents, dirigée par le sociologue Jean Stoetzel.
De 1970 à 1993, elle est maîtresse de conférences à l'université Toulouse-Jean-Jaurès. Ses thèmes de  recherche sont : salariat et genre, travail domestique, travail à domicile, temps sociaux, temporalités urbaines, rapports sociaux de sexe, méthodologie de l'image, documentaires sociologiques. À partir de 1977, elle réalise des documentaires vidéos sur le travail des femmes, la socialisation familiale ou encore le travail domestique.

## Responsabilités scientifiques
Elle est chercheuse associée au Laboratoire d'économie et de sociologie du travail (LEST) depuis 1985.
Elle est co-responsable du comité de recherches  « Sociologie des rapports sociaux de sexe » créé en 1992 à l'Association internationale des sociologues de langue française, ainsi que du « Réseau national pratiques audiovisuelles en sciences sociales » créé en 1986.
Elle est également membre de l'équipe pluridisciplinaire Femmes-Méditerranée, créé en 1994.

## Charge mentale domestique
Dans les années 1970, sociologues et psychologues voient se profiler de profondes transformations du travail ouvrier. Le travail physique diminue et devient de plus en plus sollicitation psychique. En 1998, l'enquête Conditions de travail de la Dares évolue pour mieux prendre en compte ces nouvelles pressions nommées charge mentale, sous la codirection de Sylvie Hamon-Cholet,. En même temps, le travail domestique fait également l'objet de recherches et d'études. Les statistiques montent que le travail domestique est assurée par les femmes.
En 1984, Monique Haicault forge le concept de charge mentale. Elle associe charge domestique et charge mentale dans un article intitulé « La gestion ordinaire de la vie en deux ». Elle établit le lien entre travail domestique et familial et les nouvelles exigences professionnelles. L'article s'est appuyé sur des recherches conduites depuis 1970 qui ont aussi donné lieu à un film tourné en 1976 remonté en numérique en 2007.  
En 2019 et 2020 Monique Haicault dépose dans les archives ouvertes du CNRS deux articles qui actualisent la notion et enrichissent son cadre conceptuel : « Ouvrières de Renault 1984, Femmes Gilet Jaune 2019 ? » et « La charge mentale, histoire d'une notion charnière (1976-2020) ».

## Publications

### Direction scientifique
- Geneviève Dermenjian (dir) et Monique Haicault (dir.), Le forum et le harem : femmes et hommes, pratiques et représentations : [séminaire, 1995] / Equipe pluridisciplinaire Femmes-Méditerranée, Aix-en-Provence, Publications de l'Université de Provence, 1997 (ISBN 2-85399-399-X), p. 243
- Monique Haicault, La Représentation de la profession et ses modifications chez des jeunes futurs techniciens en formation dans deux milieux scolaires différents : thèse de doctorat, vol. 2 vol, Paris, Centre d'études et de recherches sur les conditions d'emploi et de travail des jeunes  Ministère du travail, de l'emploi et de la population, 1969, 220 p.
- Monique Haicault (responsable scientifique), Hélène Coucoureux (rédactrice) et Martine Pages (rédactrice) (Université de Toulouse-Le Mirail ; Institut de sciences sociales, Laboratoire de sociologie associé au C.N.R.S. n ° 245, [recherche effectuée pour la] Direction de la construction, Ministère de l'urbanisme et du logement), La Vie en deux : ouvrières de l'électronique en habitat individuel du péri-urbain toulousain, Paris, Plan construction et habitat, 1985, 213 p. (ISBN 2-1108-4410-8), p. 213

### Analyse d'enquête
- Jean Rousselet (enquête réalisée sous la dir) et Monique Haicault (analyse et rédaction) (Ministère du travail, de l'emploi et de la population, Fonds national de l'emploi, Centre d'études et de recherches sur les conditions d'emploi et de travail des jeunes ; enquête réalisée dans le cadre du C.E.R.C.E.T.J.), Développement comparé staturo-pondéral et pubertaire d'adolescents apprentis de l'industrie et de l'agriculture d'origine rurale et d'origine urbaine, Paris, C.E.R.C.E.T.J., 1970, 106 p.
- Jean Rousselet (enquête réalisée sous la dir) et Monique Haicault (analyse et rédaction) (Ministère du travail, de l'emploi et de la population, Fonds national de l'emploi, Centre d'études et de recherches sur les conditions d'emploi et de travail des jeunes ; enquête réalisée par le C.E.R.C.E.T.J.), La Formation scolarisée de la main-d'œuvre féminine juvénile dans les métiers du secrétariat, Paris, C.E.R.C.E.T.J., 1970, 94 p.

### Sélection d'articles
- Monique Haicault, « La gestion ordinaire de la vie en deux », Sociologie du Travail, Association pour le développement de la sociologie du travail, no. 3, vol. 26 « Travail des femmes et familles »,‎ 1984 (lire en ligne)[11]
- Monique Haicault, « Autour d'Agency : un nouveau paradigme pour les recherches de genre », Rives méditerranéennes,‎ 2012
- Monique Haicault, « Introduction : observer, analyser et montrer le travail par le film », cinéma et sciences sociales, Publications de l'Université de Provence,‎ 2009
- Monique Haicault, « Les femmes, le droit à l'espace et à la politique urbaine : une approche par l'image de trois villes : Rennes, Marseille, Liège », Les femmes entre la ville et la cité, Marie-Blanche Tahon et Céline Widmer, vol. Tome 3,‎ 2007
- Monique Haicault, « Genre, temporalités, pratiques des espaces », Genre, temporalités, pratiques des espaces : quels outils, quelles approches, pour quels types de territoires?, vol. Tome 3,‎ 2014 (lire en ligne)
- Monique Haicault, « Ouvrières de Renault 1984, Femmes Gilet Jaune 2019 ? » [PDF], sur shs.hal.science, 2019 (consulté le 9 janvier 2025)[13].
- Monique Haicault, « La charge mentale, histoire d'une notion charnière (1976-2020) », sur hal.science, 2020 (consulté le 9 janvier 2025)[14]